# Xellos
(Frase ricorrente di Xellos in originale nell'adattamento italiano)
Xellos (ゼロス?, Zerosu) è un personaggio dell'anime, novels e manga Slayers di Hajime Kanzaka. Nella versione Mediaset del cartone è stato ribattezzato Zeross, riprendendo in parte la pronuncia nipponica.

## Trama
Un Mazoku di alto livello, dell'età di 1075 anni circa; ha aiutato Hellmaster Phibrizzo (Il Principe degli Inferi) nei suoi diabolici piani. Il suo vero superiore è Zellas-Metallium, uno dei 5 Dark Lord creati da Shabranigdu, racchiude in sé sia i poteri di general sia di priest facendo di lui il più forte dei subordinati dei 5 dark lord. Definito il «prete ingannatore» da molti, compreso sé stesso, è spesso un ostacolo tanto quanto un aiuto a Lina ed ai suoi amici. Ottiene quello che desidera nella maniera più facile, anche se significa attaccare i suoi amici. Ha una relazione di amore/odio con Filia Ul Copt che lo chiama "Namagomi"(letteralmente spazzatura fresca). Appare per la prima volta in Slayers Next.
La sua forma Beast è quella di un cono nero di tenebra.
Nella serie Next era sempre in compagnia di Martina Zoana Mel Navratilova, che era anche innamorata di lui prima di scoprire che fosse un demone.
Piccola curiosità: Xellos sembra sapere tutto vista la sua età, una delle poche cose che lo stupiscono è lo strano atteggiamento che ha il Re degli Incubi alla fine della seconda serie, Slayers Next. Nelle puntate censurate dalla Mediaset egli afferma che il Re degli Incubi ha lasciato andare Lina per via della sua natura irruente e particolare. Questa frase è stata sostituita dall'originale "A quanto pare la madre di tutte le cose ha una natura capricciosa". A tal punto sorge il dubbio sul sesso di questa entità, visto che viene solitamente chiamata "Re degli Incubi" e solo in questo caso "madre di tutte le cose"; anche se probabilmente essendo una entità superiore ha poca rilevanza.

## Carattere
Esistono profonde differenze tra il personaggio dei romanzi e quello del cartone animato, tanto da aver diviso i fan in due fazioni che lo definiscono rispettivamente "Il demone senza cuore" o "il prete imbroglione" oppure "il burlone benigno".
Nei libri appare spesso indifferente e distaccato nei confronti degli altri personaggi e li segue per convenienza senza farsi coinvolgere dalle loro avventure. Non ha scrupoli ad usare sotterfugi anche dannosi per portare Lina a fare il suo gioco, per poi ammettere senza remore la sua colpevolezza. D'altro canto gli altri personaggi diffidano di lui, sapendo che è un demone al di sopra delle loro possibilità combattive. Malgrado la sua apparenza quasi trascurabile e le sue maniere raffinate, quando combatte può essere un avversario crudele e senza pietà.
Negli anime il personaggio di Xellos sembra in parte alleggerirsi di questa maschera di freddezza diventando senza dubbio uno dei personaggi più misteriosi e divertenti di Slayers. Fondamentalmente come nei romanzi pensa prima di tutto a se stesso, pur seguendo con una scusa o con un'altra le impronte di Lina Inverse & Co. ma la sua relazione con i personaggi diventa più confidenziale, se non a volte amichevole, fino ad arrivare ad avere anche un gran senso dell'umorismo e a tirare brutti scherzi ai suoi compagni di viaggio, come a Filia nell'episodio 55 (numerazione italiana).
Tuttavia non è mai un caso che la sua strada si incroci con quella del gruppo.
La prima apparizione di Xellos è nel secondo episodio della serie Slayers Next. Si presenta ai nostri eroi come un prete in cerca del sacro testo di magia ma non dice niente di più, e appena qualcuno tenta di avere ulteriori informazioni facendogli domande scompare nel nulla, rispondendo con una frase tipica: "Sore wa Himitsu desu" cioè "questo è un segreto". Questo perché di principio Xellos non mente mai: tutto ciò che afferma ha almeno una parte di verità. Solo Lina intuisce che Xellos è un Mazoku e per di più molto potente, e di ciò ne avrà la conferma solo quando Lina si scontrerà con Garv, il quale le dice che solo Lui e gli altri Dark Lord possono sperare di sconfiggerlo. Si rivela dunque uno dei personaggi più forti della serie, inferiore soltanto ai nemici principali. È in grado di distruggere una quantità enorme di draghi col solo gesto delle mani, per questo tra la comunità dei draghi è conosciuto come "sterminatore di draghi", titolo che lui detesta. La sua tattica preferita è di viaggiare attraverso altre dimensioni, apparire alle spalle del nemico e coglierlo di sorpresa.

## Accoglienza
Inizialmente Xellos era un personaggio che doveva apparire esclusivamente in un solo arco narrativo nella serie di romanzi originali, tuttavia la sua enorme popolarità tra i lettori (si classificò al primo posto in uno dei sondaggi di popolarità della serie, superando la protagonista Lina Inverse), gli ha permesso di essere incluso nell'ultimo romanzo e in tutte le stagioni anime successive alla sua introduzione. Xellos si è classificato quarto agli  Anime Grand Prix nella categoria miglior personaggio maschile. Akemi's Anime World lo ha descritto come uno dei migliori personaggi presenti in Slayers, mentre Tom Tonthat di The Escapist lo ha definito "un'aggiunta chiave al cast di Slayers Next come la forza manipolatrice che guida Lina e compagnia", e individuando le interazioni tra lui e Filia come "le gemme comiche più fresche" di Slayers Try.